# Gabriel Villaruz Reyes

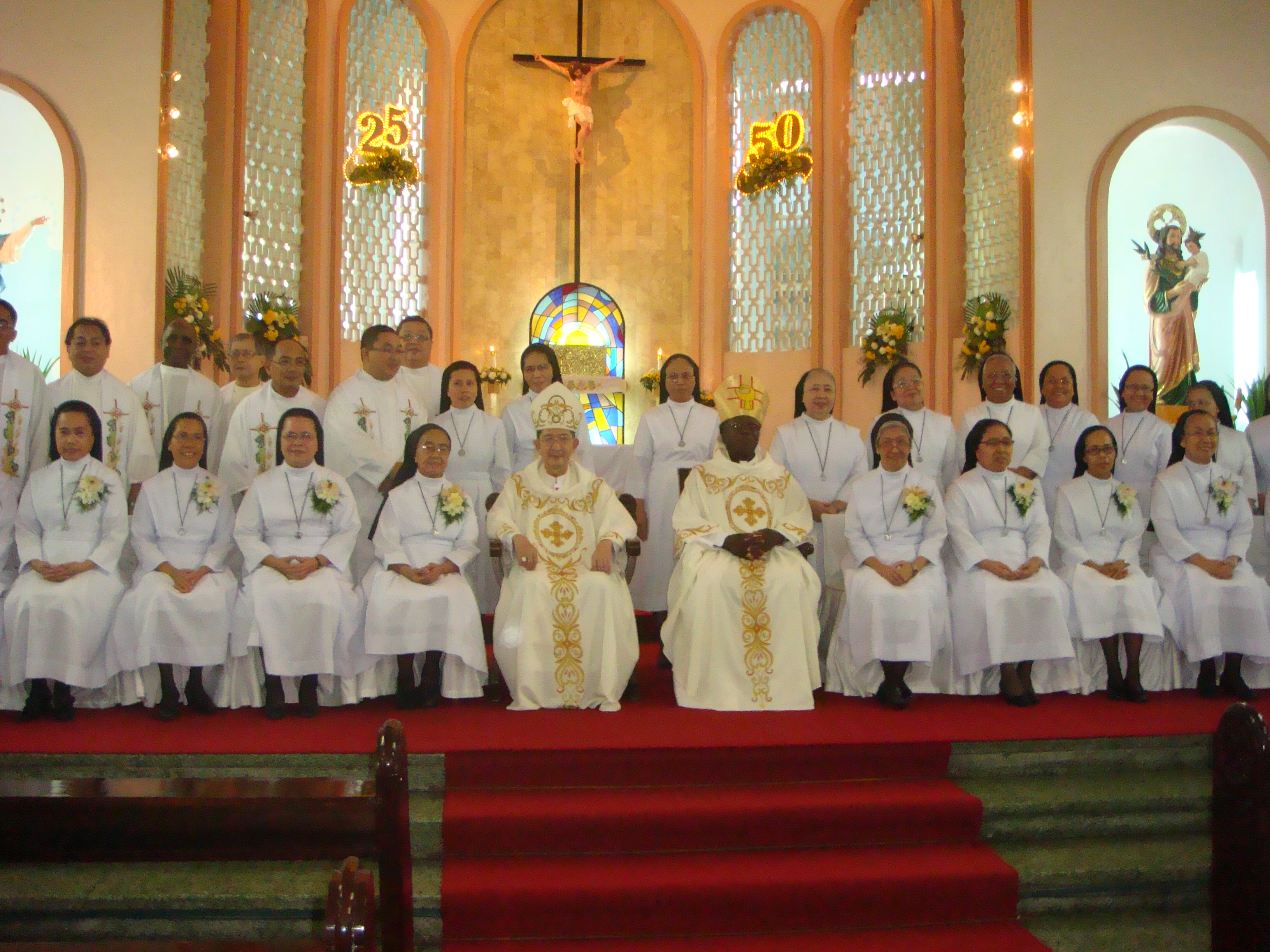
Gabriel Villaruz Reyes

Gabriel Villaruz Reyes (* 3. August 1941 in Kalibo, Aklan, Philippinen) ist ein philippinischer Geistlicher und emeritierter römisch-katholischer Bischof von Antipolo.

## Leben
Gabriel Villaruz Reyes empfing am 21. Dezember 1968 das Sakrament der Priesterweihe für das Erzbistum Manila.
Am 20. Januar 1981 ernannte ihn Papst Johannes Paul II. zum Titularbischof von Selsea und bestellte ihn zum Weihbischof in Manila. Der Apostolische Nuntius auf den Philippinen, Erzbischof Bruno Torpigliani, spendete ihm am 3. April die Bischofsweihe; Mitkonsekratoren waren der Erzbischof von Capiz, Antonio José Frondosa, und der Weihbischof in Manila, Amado Paulino y Hernandez.
Papst Johannes Paul II. ernannte ihn am 21. November 1992 zum Bischof von Kalibo. Die Amtseinführung erfolgte am 12. Januar 1993. Am 7. Dezember 2002 bestellte ihn Johannes Paul II. zum Bischof von Antipolo. Die Amtseinführung fand am 29. Januar 2003 statt.
Am 9. September 2016 nahm Papst Franziskus seinen altersbedingten Rücktritt an.